# Иродион (крепость)

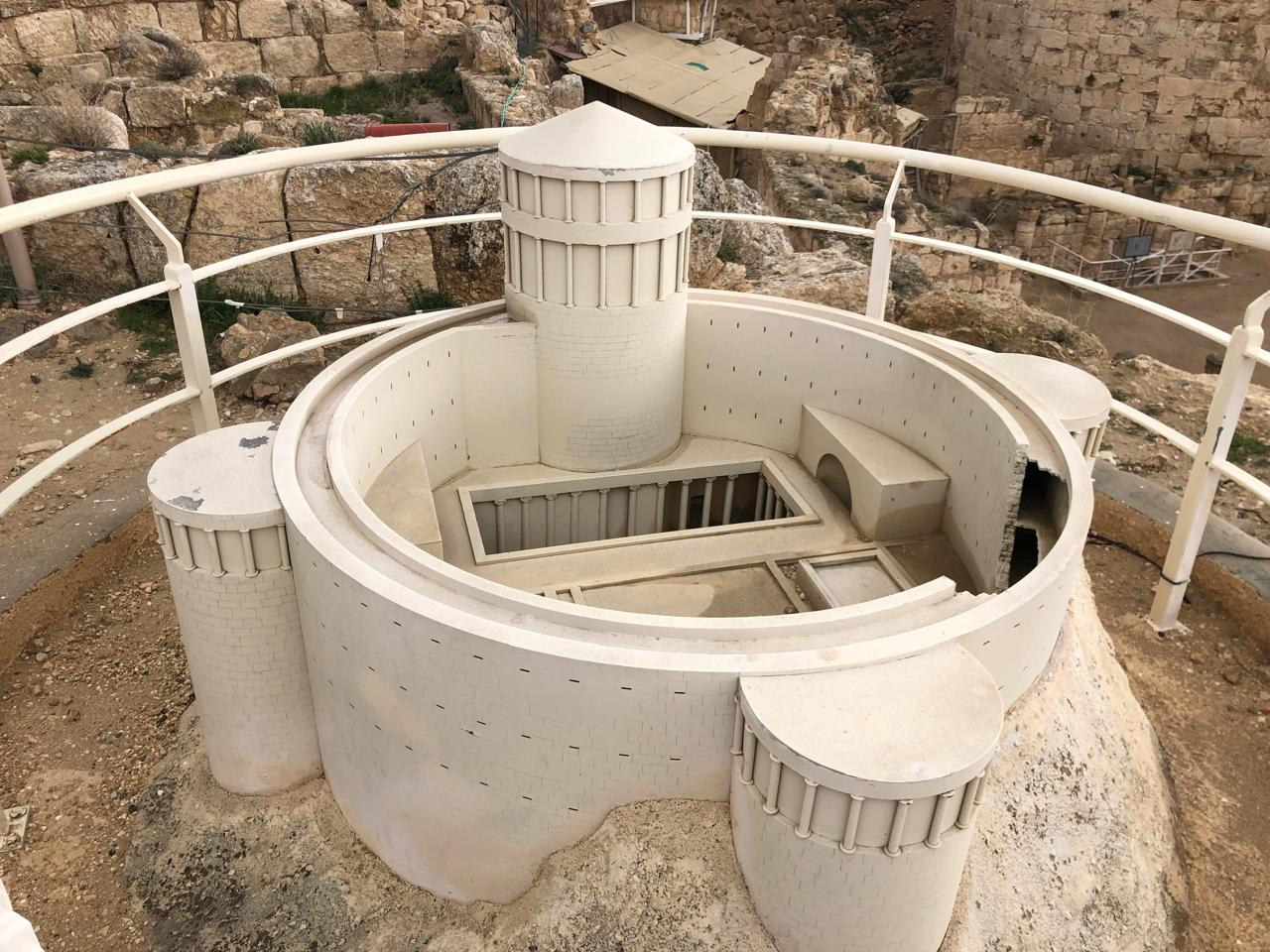
Макет крепости. Находится на склоне Иродиона

Иродио́н (др.-греч. Ἡρώδειον, лат. Herodium, ивр. הרודיון‎, араб. هيروديون‎) — древняя крепость, стоящая на горе вблизи посёлка Текоа (Иудейская пустыня, на территории, находящейся под контролем Израиля в Иудее. Национальный парк Иродион расположен в 15 км к югу от Иерусалима и 5 км на юго-восток от Вифлеема), недалеко от древних дорог, ведущих к Мертвому морю. Одна из знаменитых построек Ирода Великого и предположительное место его захоронения, а также единственный топоним в мире, носящий его имя.
У арабов эта гора известна как Джабаль аль-Фурейдис (جبل فريديس‎, «Гора Малого рая»). Со времён Крестоносцев она также носила название «Гора Франков».

## История Иродиона

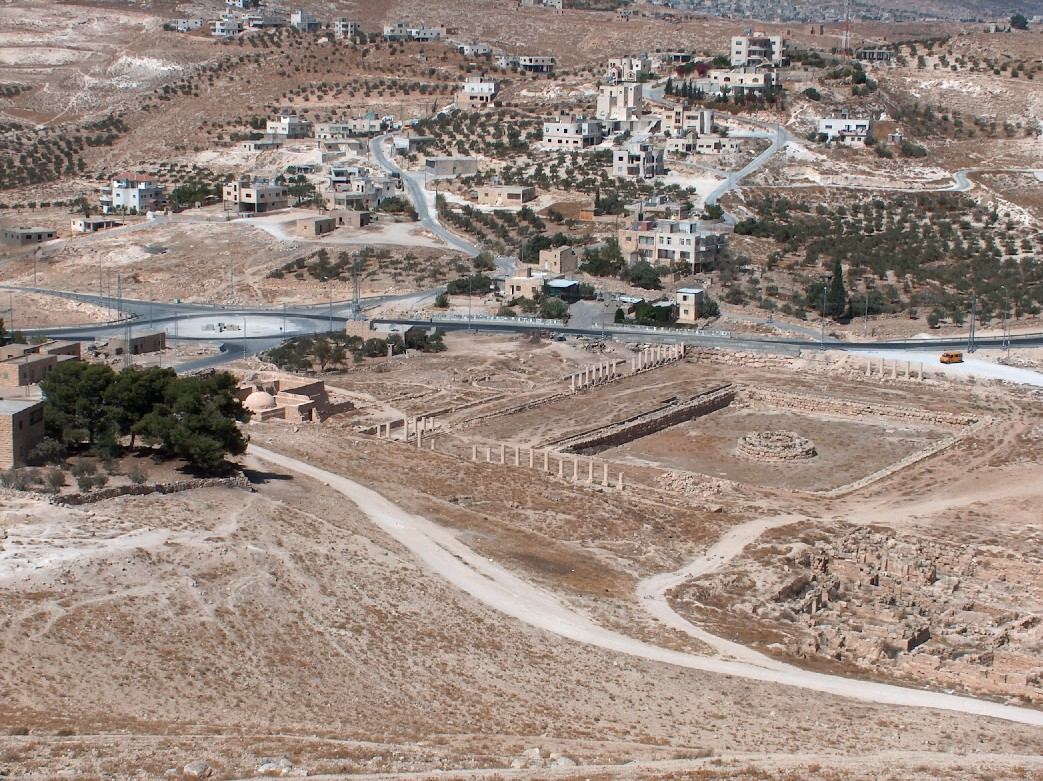
Нижний Иродион

Иродион был построен в 23—20 годах до нашей эры на том месте, где Ирод, тогда ещё претендент на престол, выиграл битву у войска Маттатии Антигона, вынудившего бежать его из Иерусалима. Крепость находилась на насыпной горе, похожей на вулкан, и состояла из двух частей: верхнего и нижнего Иродиона. На момент завершения постройки высота сооружения составляла 7—8 этажей современного здания.
На вершине рукотворной горы находился дворец (верхний Иродион), а у её подножия располагался дворцовый корпус для приближённых лиц, бассейн, терма.
Ирод очень гордился своим творением, хотя бывал в нём нечасто, предпочитая Кесарию.
После свержения сына Ирода Архелая (6 год н. э.) крепость перешла к римским наместникам, а в 66 году — к евреям во время великого восстания против римлян. Повстанцы воздвигли в Иродионе синагогу и бассейны для ритуального омовения, однако прожили там всего четыре года, так как крепость была захвачена римлянами.
До 132—135 годов Иродион был заброшен, пока не был занят участниками восстания Бар Кохбы. Восстание было подавлено, а крепость снова заброшена до византийского периода (V—VII века), когда на развалинах поселилась большая община византийских монахов-отшельников, которые построили здесь три церкви из камней древних сооружений.
Позже из этих же камней в круге строились уже арабские дома. После арабского завоевания в VII веке место было вновь покинуто до тех пор, пока в его окрестностях не поселились бедуины, женившиеся на беженках-арабках из лагерей несколько десятков лет тому назад.
В данный момент Иродион является археологическим объектом, куда регулярно организуются туристические экскурсии.

## Археологические раскопки

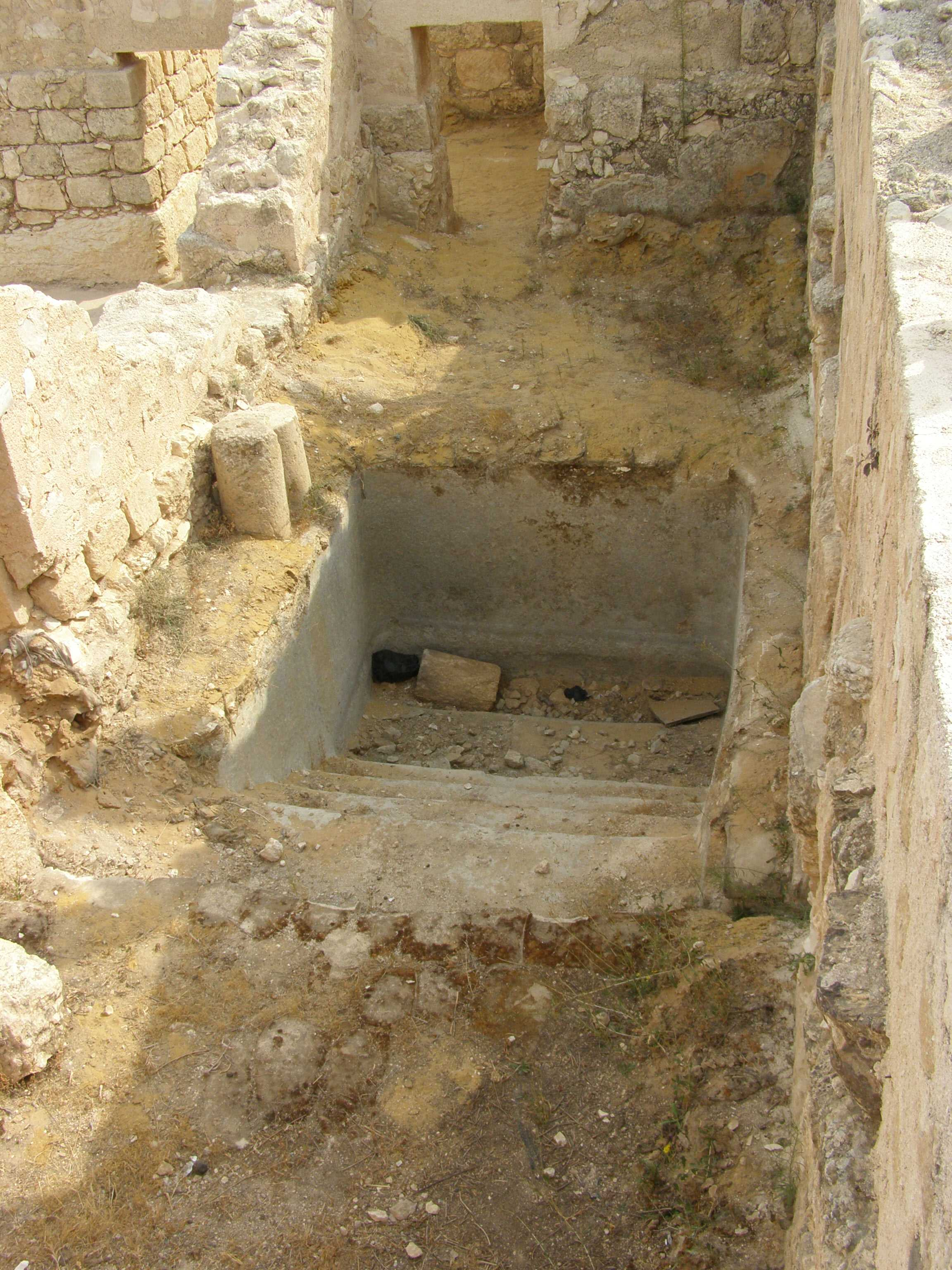
Банный комплекс нижнего Иродиона

Впервые раскопки в верхнем Иродионе были организованы в 1962—1967 годах иерусалимскими монахами-францисканцами под руководством В. Корбо. Ни о каких важных находках они не сообщали.
Позже раскопки в нижнем Иродионе проводились археологом Эхудом Нецером с 1972 по 1988 год под эгидой Еврейского университета. За это время была обнаружена система тайных фортификаций периода восстания Бар-Кохбы, с туннелями и лазами для внезапных атак. Также археологи раскопали остатки центрального сооружения Иродиона — круглого здания с башнями, баню. Были раскопаны подземные резервуары для воды.
С февраля 1997 года раскопки на Иродионе возобновились. Их вновь возглавил Эхуд Нецер. Раскопки продолжались 10 лет, и в 2007 году археолог сообщил об обнаружении могилы царя Ирода Великого. В общей сложности Нецер искал эту могилу в течение 35 лет. Археологи, впрочем, не обнаружили в могиле ни надписей, ни золотой короны, скипетра и драгоценностей, которые были положены в саркофаг при погребении, поэтому это утверждение оспаривается другими учёными. Найдены каменные обломки трёх саркофагов и разрозненные малочисленные человеческие останки.
25 октября 2010 года, во время рабочего визита на Иродион, профессор Эхуд Нецер получил тяжёлые ранения в результате падения в районе театра, и, спустя три дня, скончался от полученных в результате несчастного случая травм.
Экспедиция на Иродионе продолжает свою работу по сей день, под совместным руководством Р. Пората, Я. Кальмана и Р. Чачис. В результате работ раскопан вход во дворец, продолжается реставрация театра и фресок.

## Могила Ирода
По версии знаменитого еврейского историка Иосифа Флавия именно в этой крепости завещал похоронить себя Ирод. Якобы так и поступили.

«После этого они занялись погребением царя. Архелай сделал все, чтобы погребение было как можно более великолепным: он даже вынес из дворца все царские украшения, чтобы их несли за телом. Погребальные носилки из чистого золота были украшены драгоценными камнями и убраны дорогим пурпуром. Тело Ирода было облачено в виссон, на голове его покоилась диадема, а поверх неё — золотой венец, в правую руку был вложен скипетр. За телом шли сыновья Ирода и все его многочисленные родственники, вслед за ними — телохранители, за ними — колонна фракийцев, германцы и галлы, все в полном боевом облачении. Далее шествовало войско при полном вооружении, сохранявшее боевой строй и ведомое военачальниками, за войском — 500 домашних рабов и вольноотпущенников, воскурявших благовония. Тело было пронесено на расстояние 70 стадиев до Геродиона, где во исполнение воли покойного царя и погребено. Так кончается история Ирода.»— Иосиф Флавий
Местонахождение могилы Ирода — одна из загадок современной археологии. Иродион — лишь одно из предполагаемых мест захоронения легендарного правителя. Несмотря на заявление Эхуда Нецера, ряд скептиков все ещё сомневается в том, что загадка решена, ведь в могиле не было найдено письменных свидетельств, генный анализ остатков также не проводился.
Фактически, археологи нашли лишь элементы сильно повреждённого мавзолея. «Скорее всего, это дело рук еврейских мятежников, контролировавших Иродион во время двух восстаний против Рима, — заявляет профессор Нецер. — Акт вандализма произошел приблизительно в 66—72 годах нашей эры. Повстанцы славились особой ненавистью ко всему, что было связано с Иродом».
Под слоем грунта и каменной осыпи хорошо сохранился один из углов основания мавзолея. У его подножия археологи обнаружили остатки разбитого вдребезги саркофага. Его длина — два с половиной метра, сечение квадратное. Верхняя часть гроба треугольной формы. Изготовлен он из розово-красного камня-известняка и украшен орнаментом. «Стилистически саркофаг, фрагменты мавзолея и орнамент полностью соответствуют иродианскому периоду», — утверждают участники раскопок. В многочисленных интервью Нецер настаивает на том, что сочетание таких факторов, как местоположение усыпальницы, характер украшения и фрагментов саркофага, однозначно указывает, что в данном месте был некогда захоронен именно Ирод Великий. Однако помимо этого не найдено ни одного артефакта, который имел бы прямое отношение к Ироду.
Кроме вышеупомянутого саркофага, были обнаружены обломки ещё двух саркофагов из белого камня, сходной формы. На одном из них вытесан орнамент в виде лавровых ветвей, второй саркофаг гладкий, без каких бы то ни было украшений.